# Готтліб Ренц
Ґоттліб Ренц (нім. Gottlieb Renz; 12 вересня 1911, Пфуллінген, Німецька імперія — 3 січня 1945, Біч, Франція) — офіцер військ СС, гауптштурмфюрер СС. Кавалер Лицарського хреста Залізного хреста.

## Нагороди
- Медаль «За вислугу років у СС» 4-го ступеня (4 роки) (30 січня 1938)
- Медаль «У пам'ять 13 березня 1938 року» (2 березня 1939)
- Залізний хрест 2-го класу (14 листопада 1939)
- Медаль «У пам'ять 1 жовтня 1938» із застібкою «Празький град» (12 червня 1940)
- Залізний хрест 1-го класу (6 липня 1941) — як гауптшарфюрер СС 1-ї роти 3-го піхотного полку СС «Мертва голова».
- Нагрудний знак «За поранення»
  - в чорному (28 серпня 1941) — за поранення, отримане 23 серпня 1941 року;  як унтерштурмфюрер СС 1-ї роти 3-го піхотного полку СС «Мертва голова».
  - в сріблі (7 липня 1944)
- Штурмовий піхотний знак в бронзі (8 жовтня 1941) — як унтерштурмфюрер СС 1-ї роти 3-го піхотного полку СС «Мертва голова».
- Лицарський хрест Залізного хреста (12 серпня 1944) — як гауптштурмфюрер СС і командир 6-го стрілецького батальйону (моторизованого).
- Почесна застібка на орденську стрічку для Сухопутних військ